# سیارک ۷۳۷۶
سیارک ۷۳۷۶ (به انگلیسی: 7376 Jefftaylor، نامگذاری:1980UU1) هفت هزار و سیصد و هفتاد و ششمین سیارک کشف شده‌است که در ۳۱ اکتبر ۱۹۸۰ کشف شد.
قدر مطلق سیارک برابر ۲۶.۹ است.